# Вестиње
Вестиње (итал. Vestignè) је насеље у Италији у округу Торино, региону Пијемонт.
Према процени из 2011. у насељу је живело 531 становника. Насеље се налази на надморској висини од 237 м.

## Становништво
| 1931. | 1936. | 1951. | 1961. | 1971. | 1981. | 1991. | 2001. | 2011. |
| ----- | ----- | ----- | ----- | ----- | ----- | ----- | ----- | ----- |
| 1.409 | 1.871 | 1.218 | 1.063 | 1.038 | 953   | 900   | 861   | 830   |